# LELEKA
LELEKA — четвёртый мини-альбом украинской певицы Тины Кароль, выпущенный 31 августа 2022 года. Пластинка была создана в коллаборации с американским диджеем Мacro/micro.

## Описание
Новый альбом Тины Кароль «LELEKA» пронизан украинской этникой и фольклором. Певица переосмыслила украинские народные песни и представила их в новом электронном звучании. 
“LELEKA — это послание поддержки всему украинскому, это гадание на победу нашего народа”, — подчеркнула Тина Кароль.
Украинские народные песни приобрели новое звучание благодаря коллаборации с американским диджеем Macro/micro.
“Чтобы создать «LELEKA» мне посчастливилось работать с Тиной Кароль, которая является невероятной певицей. Я надеюсь, что этот мини-альбом вдохновит человечество помнить, что жизнь — самый ценный дар и что мы можем летать, как аисты, и достигать новых вершин, как глобальное сообщество”, — отметил Macro/Micro.

## Список композиций
| №                   | Название                       | Автор(ы)                                                                   | Длительность |
| ------------------- | ------------------------------ | -------------------------------------------------------------------------- | ------------ |
| 1.                  | «Chervona Kalyna»              | Григорий Трух, Народ, Степан Чернецкий, Тина Кароль, Simpson Thomas Austin | 7:10         |
| 2.                  | «Kolomyika»                    | Тина Кароль, Народ, Simpson Thomas Austin                                  | 8:06         |
| 3.                  | «Outro» (feat. Ryoji Inatsugi) | Тина Кароль, Simpson Thomas Austin                                         | 4:00         |
| Общая длительность: | Общая длительность:            | Общая длительность:                                                        | 19:16        |

## История релиза
| Регион  | Дата            | Формат                      | Версия     | Лейбл                 | Ист.  |
| ------- | --------------- | --------------------------- | ---------- | --------------------- | ----- |
| Украина | 31 августа 2022 | Радиоротация                | украинская | Самостоятельный релиз | [ 6 ] |
| Мир     | 31 августа 2022 | Цифровая загрузка, Стриминг | украинская | Самостоятельный релиз | [ 7 ] |